# Пулярка

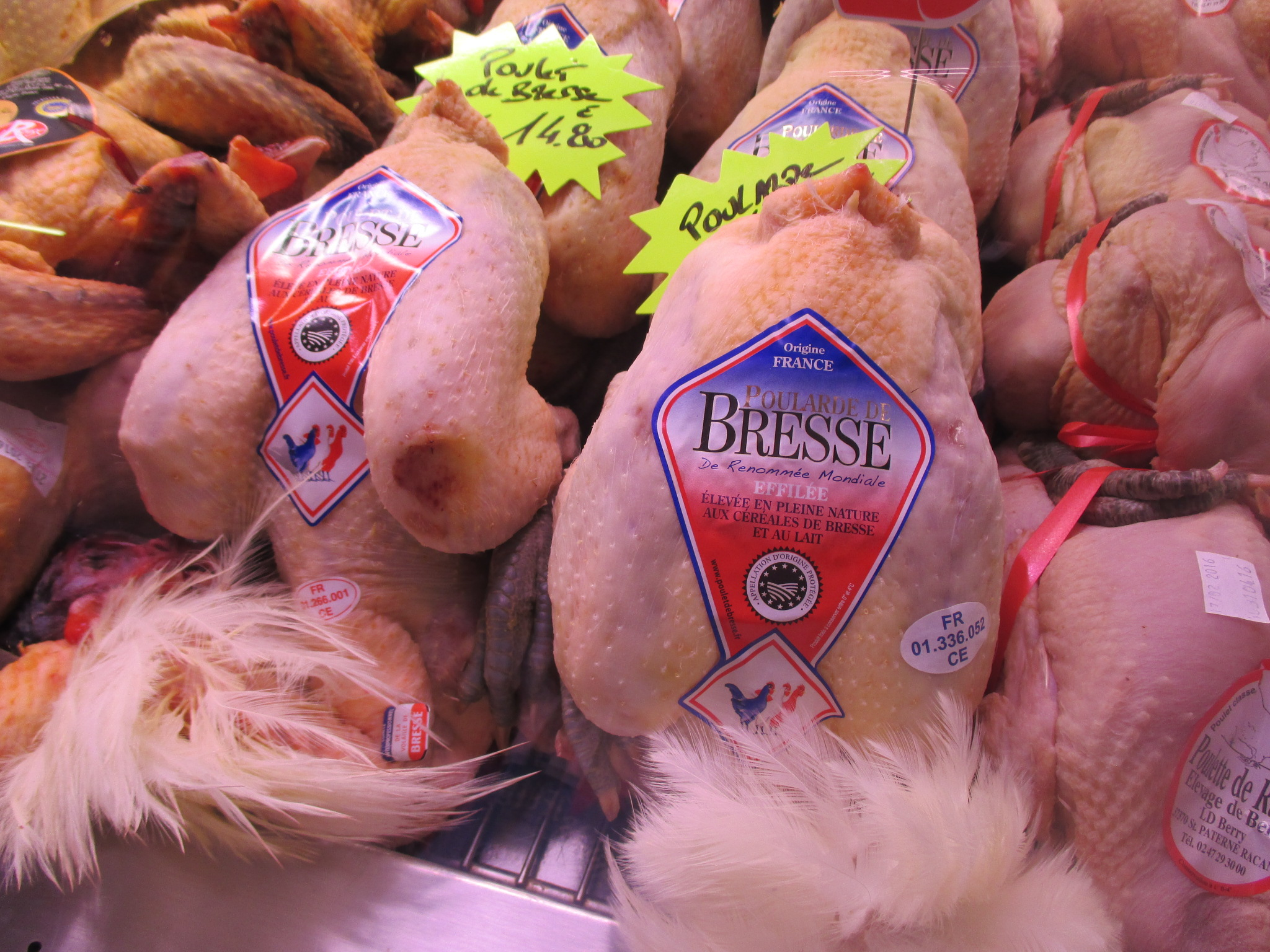
Французские пулярки из Бресса.

Пуля́рка, пулярдка (от фр. poularde) — жирная, откормленная кладеная (стриженая, кастрированная) молодая курица, соответствующая каплуну.
Термин употреблялся в Западной Европе и в русской дореволюционной кулинарии. Пулярки быстрее варятся, чем обычные куры, более мясисты. В настоящее время они продаются как «куры для быстрой жарки», а импортные (венгерские и другие) имеют на упаковке пометку «пулярд». Пулярки всегда стоили и стоят дороже обычных кур. В наше время пулярки всегда продаются упакованными и полностью потрошёнными.
Пулярка упоминается в поэме «Дон Жуан» А. К. Толстого, «Мёртвых душах» Н. В. Гоголя, «Обломове» И. А. Гончарова, «Трёх мушкетерах» и «Графине де Монсоро» А. Дюма, «Легенде об Уленшпигеле» Ш. де Костера, «Последнем желании» А. Сапковского, «Гимне обеду» В. В. Маяковского, «Истории деревянной ложки» К. Пино, «Сатириконе» Петрония, «Пражском кладбище» У. Эко, «Празднике, который всегда с тобой» Э. Хэмингуэя, «Исповеди» Ж.-Ж. Руссо, «Кострах амбиций» Т. Вулфа, «Европейце» С. Чёрного, «Петербургских трущобах» В. В. Крестовского, «Убийстве церемониймейстера» Н. Свечина.